# Турнірний обладунок

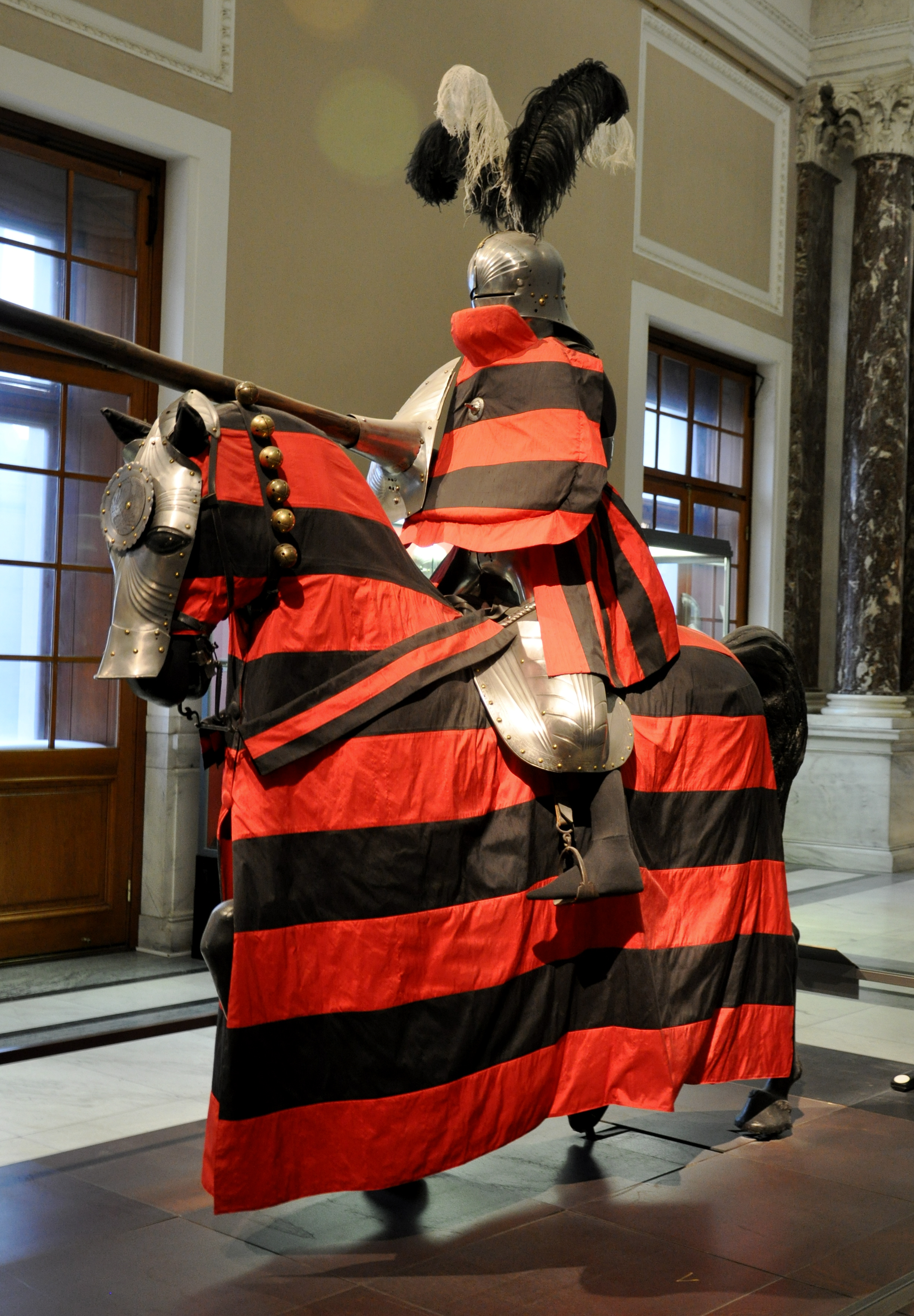
, обладунок для імператора Максиміліана I. Інсбрук, кінець XV ст.

Турні́рний обладу́нок — обладунок для турнірних поєдинків. Використовувався також як парадний обладунок. Класичні турнірні обладунки (кінця XV і всього XVI століть), у зв'язку із занадто вузькою спеціалізацією, були непридатні для справжнього бою. Звичайний обладунок для пішого бою не був придатний для кінного бою, а обладунок для бою на списах не підходив не тільки для пішого бою, але й для того, щоб протистояти на коні. Крім вузькоспеціалізованих обладунків, були також і обладункові гарнітури, які складалися з панцерних частин. З нього можна було зібрати будь-який турнірний або бойовий обладунок, і навіть парадний.

## Історія

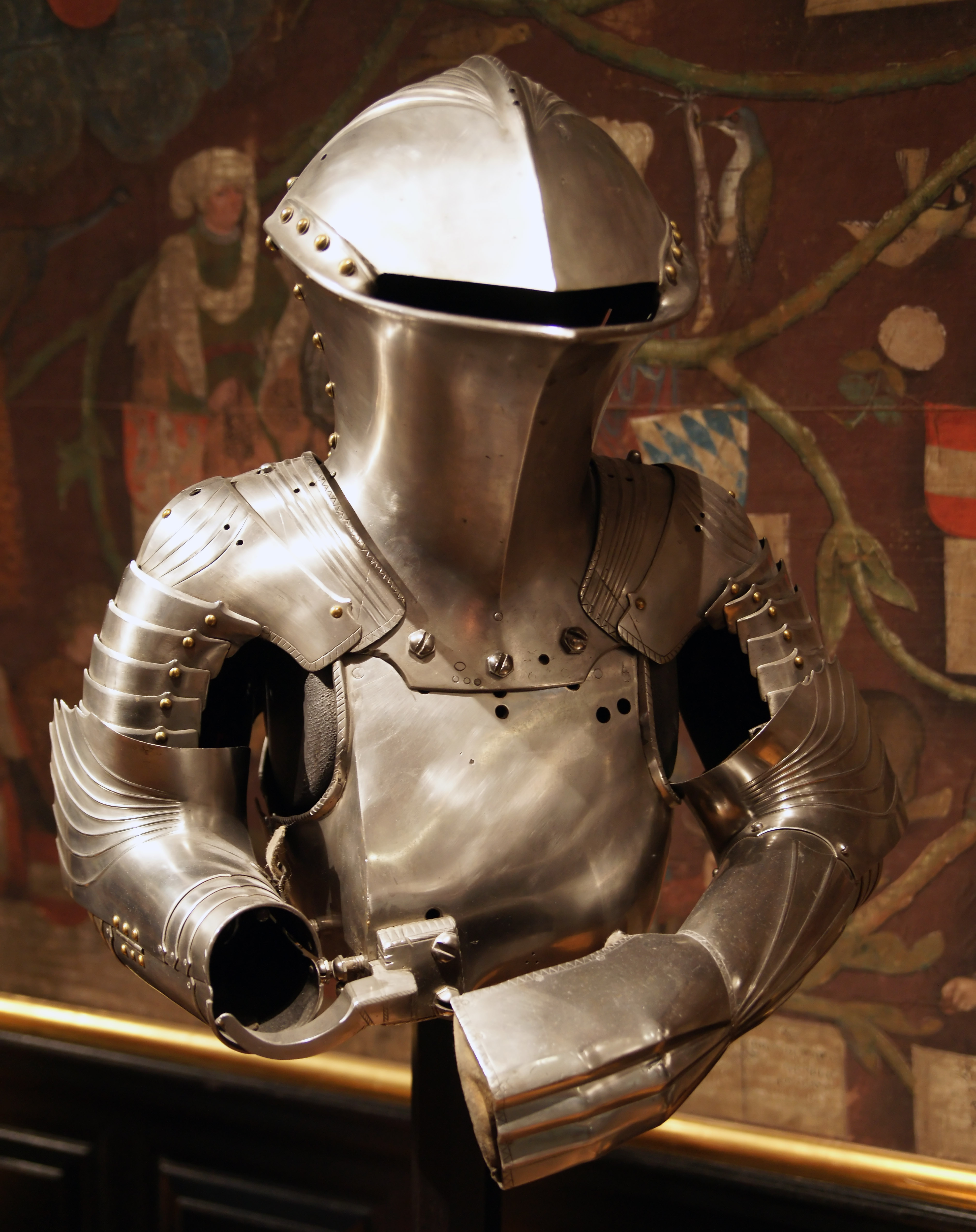
Турнірний обладунок штехцойг Максиміліана I з шоломом «'». Аугсбург, 1494 р.

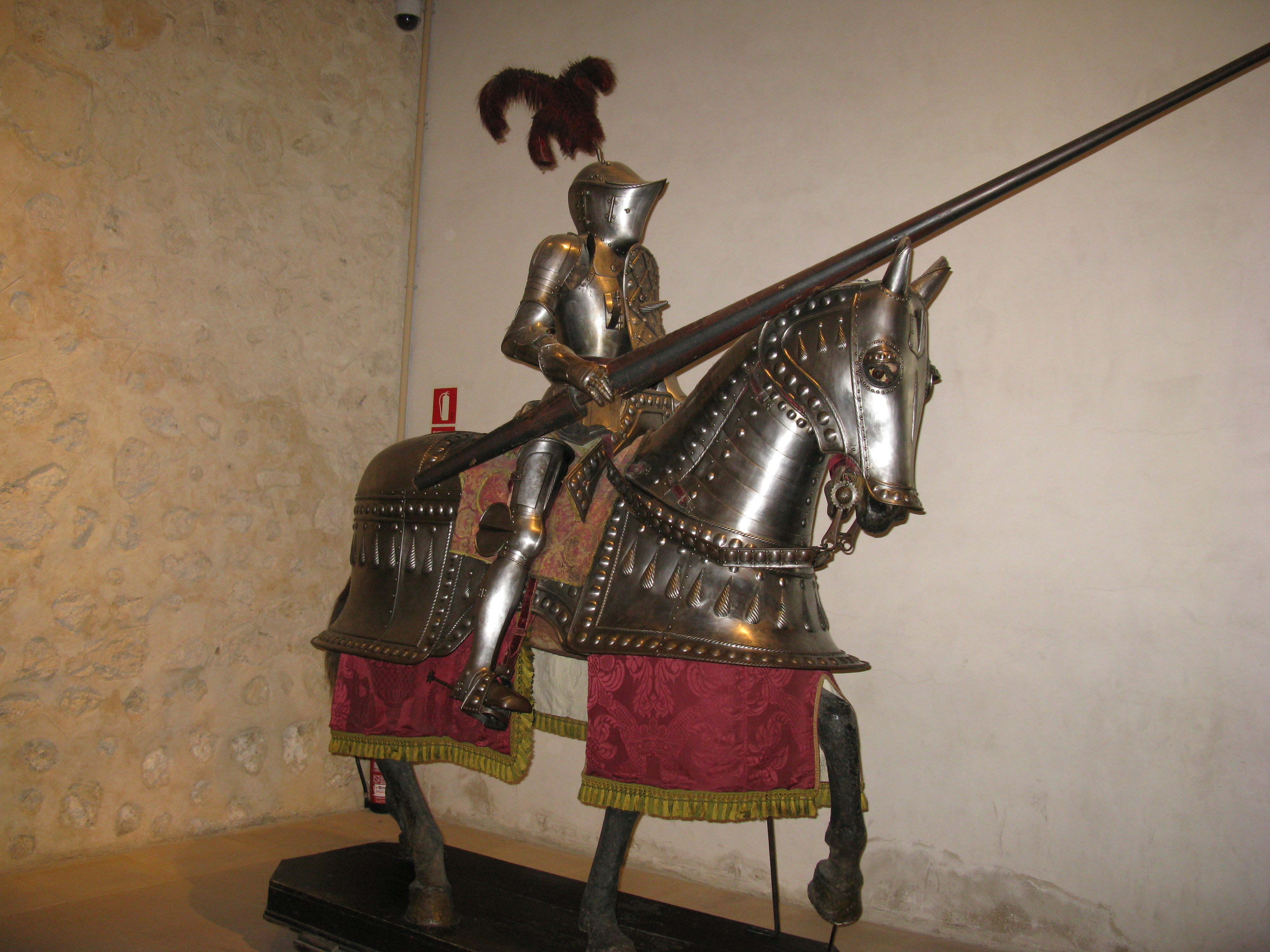
Іспанський турнірний обладунок XVI ст. з музею замку Алькасар в Сеговії

Протягом перших трьох століть існування турнірів, починаючи з їхнього виникнення в XI столітті, на них прийнято було використовувати звичайні бойові обладунки лицарів, кольчужні гауберки, ламеляри та ін. Відмінними були лише в тому, що іноді на турнірах надягали кольчугу до ошатного плаща.
Намети й сюрко, що з'явилися під час хрестових походів, спочатку використовувалися для захисту від сонця, досить швидко стали прикрасою для обладунку. Поширення намета й сюрко зробило загальновживаними кінські попони, які також прикрашалися геральдикою.
З появою в другій половині XII століття плоских шоломів потхельмів, а потім і горшкових топхельмів, що мали зручний плоский, або злегка конічний, або опуклий верх; до останнього почали прикріплювати геральдичні нашоломні фігури з пап'є-маше, пергаменту, тканини, шкіри на дерев'яному каркасі, що мали найрізноманітніші й часом химерні обриси у вигляді корон, рогів, крил, фігур тварин або птахів та ін.

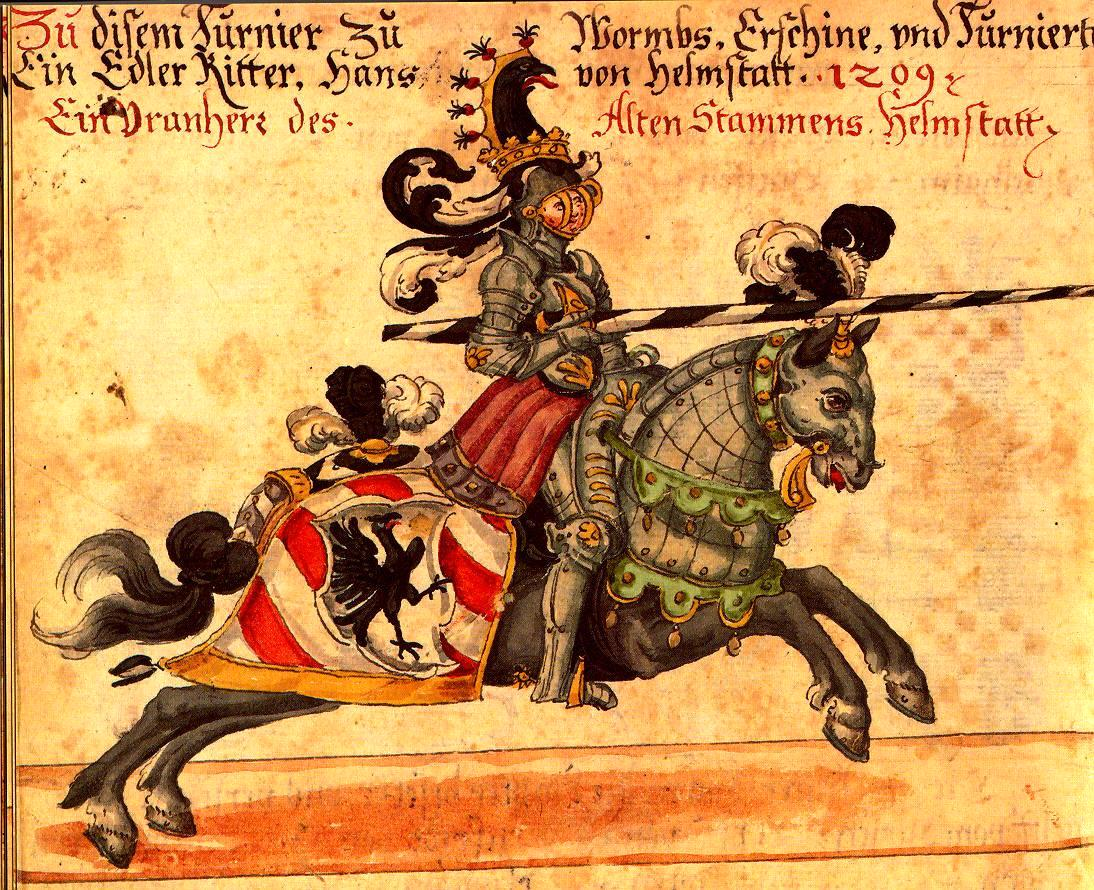
Лицар в турнірних обладунках. Зображення з рукописної копії «Книга турнірів (1530)» 1615 р.

У XIV столітті сюрко через кріплення під нього пластин перетворилося в бригантинський обладунок, який теж прикрашався геральдичними зображеннями. З поширенням бригантин горшковий шолом, який на той час перетворився на великий кюбельхельм і став спиратися на плечі, під час списових боїв на конях фікусували ланцюгами, притягнувши до бригантини в положенні підборіддя, притиснутого до грудей. Це зменшувало ризик скручення шиї під час невдалого попадання спису в голову.
В останній третині XIII століття з'явилися наплічні щитки, що використовувалися зазвичай на турнірах, ніж у бою. Їхнім призначенням було зазвичай створення місця для прикраси геральдикою, а не захист плечей.
У XIV столітті з поширенням забрал для бацинетів горшковий шолом поступово перестали використовувати в бою й до кінця XIV століття він перетворився в суто турнірний шолом, видозмінившись у т. зв. «ропушачу голову» або штегельм, важке, до 10 кг, захисне наголів'я, яке міцно пригвинчували до кіраси. Поява посиленої «жаб'ячої голови» призвела до того, що якщо раніше під час кінного поєдинку суперники нахиляли голову, притискаючи підборіддя до грудей, то в описуваному шоломі атакували спочатку нахилившись, але під час самому зіткненні випростувались, і щілина для огляду, розташована дуже високо в порівнянні зі звичайними шоломами, при випрямленні тіла виявлялася недоступною для потрапляння списа.
Приблизно таку ж особливу будову забрала з початку XVI століття мав сферичний шолом армет, який з'явився ще в середині XV століття в Італії, який називають «закритим», або «турнірним» арметом XVI століття. Його забрало складалося з двох частин, розташованих на одній вісі, нижня частина якого була одночасно підборідником. Подібні шоломи, на відміну від попередніх їм подібних за конструкцією, але з більш поліпшеним оглядом, так само як і «жаб'ячі голови», використовувалися виключно на турнірах, у тому числі для пішого бою теж.
Поряд із шоломами типу «ропушача голова» й закритими арметами, в другій половині XV — початку XVI століть у турнірні гарнітури для кінних поєдинків ренненів — ренцойги — включали шоломи типу салад (див. світлину вгорі праворуч), які, як правило, не мали забрал, а лише оглядову щілину, але доповнювалися лобовими накладками й щитками для захисту шиї.
Також треба зауважити, що у звичайних шоломах, які не пригвинчували до кіраси, потрапляння списом у голову на повному скаку загрожувало ризиком важкої контузії або скручування шиї. Тому для додаткового її захисту ще в XIV столітті почали застосовувати спеціальні щитки.
Вартість комплекту турнірних обладунків була дуже висока, в другій половині XVI століття зазвичай становила від 100 до 200 талерів (від 20 до 40 фунтів стерлінгів) для кінного й від 60 до 80 талерів (від 12 до 16 фунтів стерлінгів) для пішого бою.

## Звичайні турнірні обладунки

### Обладунок для кінного поєдинку

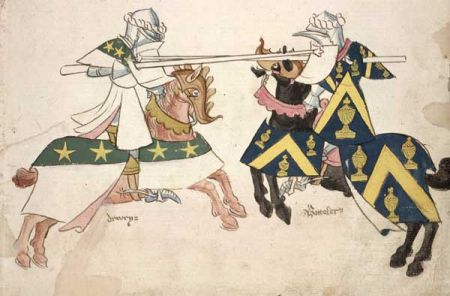
Кінний поєдинок лицарів, один з яких одягнув шолом типу '. Малюнок поч. XVI ст.

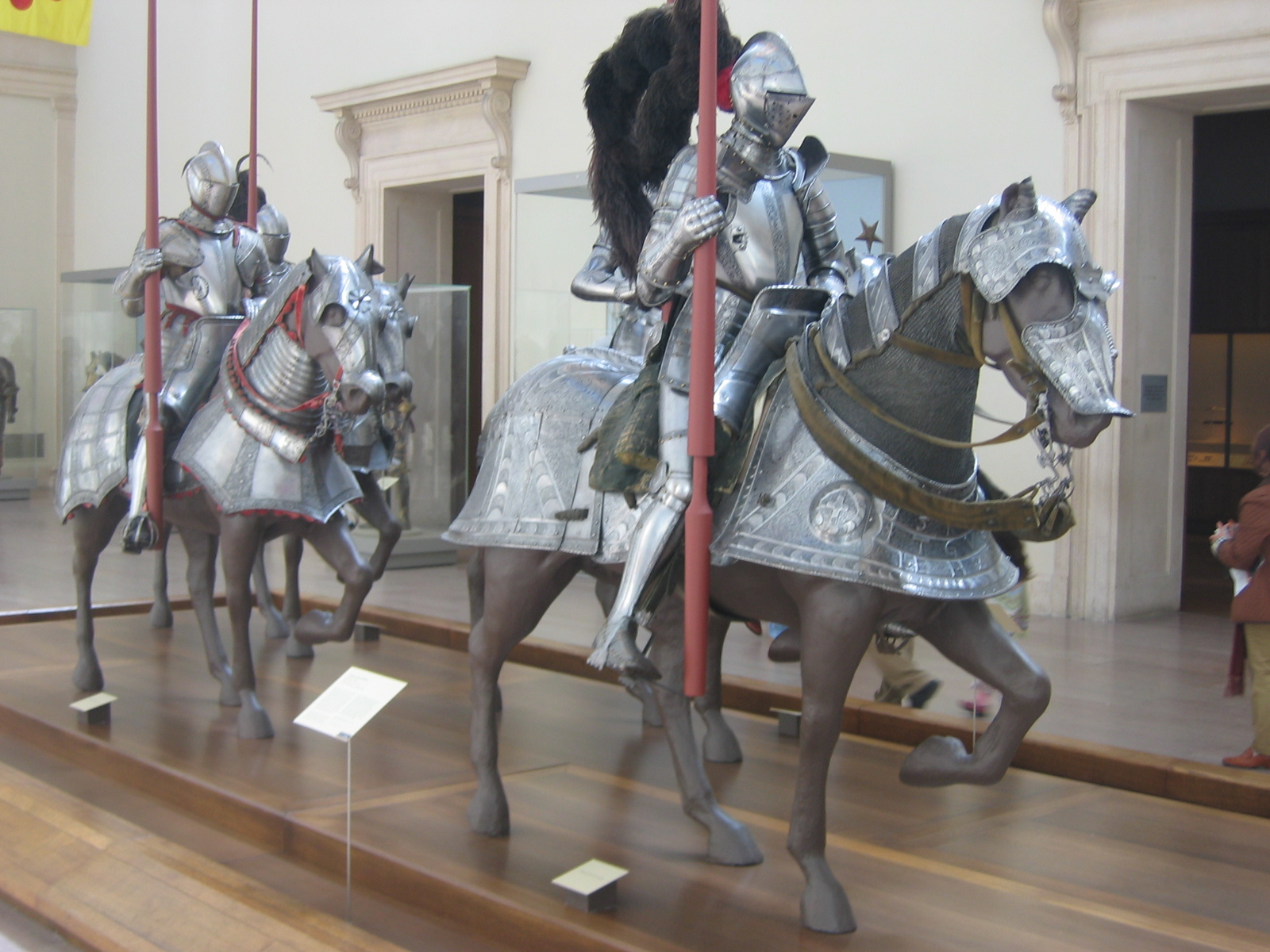
Турнірний обладунок лицаря з шоломом типу армет першої пол. XVI ст. Метрополітен-музей, Нью-Йорк

Обладунок для кінного поєдинку відрізнявся вкрай вузькою спеціалізацією, яка робила його непридатним ні для чого іншого. За ваги, яка часто вдвічі перевищувала бойовий обладунок, він надавав менший захист у поєднанні з мінімальною рухомістю й оглядом. Складався з товстої кіраси, до якої пригвинчувався турнірний шолом типу «ропушача голова», який, крім надійного захисту, мав порівняно поганий огляд.
Оскільки подібний обладунок був досить тяжким, на руку, що тримає спис і захищену великою гардою, зазвичай не надягали ні панцерні рукавиці, ні панцерні рукавички. З кінця XV століття списи для реннену нерідко забезпечувалися збільшеною сталевою гардою, або нодусом для захисту правої руки, розміри якого могли досягати 31 см. Оскільки удар списа за правилами йшов під кутом вгору-вперед, то по ногах можна було вдарити або навмисно, або в разі нещасного випадку. Тому, заради полегшення ваги, ноги або зовсім не захищали, або їхній захист обмежувався набедреними щитками, як у реннцойзі. Замість таких щитків іноді використовували набедреники, пристебнуті до кіраси або до панцерної спідниці. Утім, наприклад для парадного виїзду, можна було одягнути повний захист для ніг, запозичений від іншого обладунку.
Списовий гак на кірасі був дуже потужним і часто, на відміну від звичайного, стирчав не тільки спереду, але й ззаду. Оскільки жвавих рухів в обладунках не виконували, то захист руки, що тримає повід, був своєрідним — замість панцерної рукавиці використовувався відросток поруча, який мав П-подібний профіль. Щитки, що захищали пахви, були більшими, ніж зазвичай, у зв'язку з відсутністю необхідності жваво рухатися.
Невеликий турнірний щит тарч спочатку просто утримувався в руці, потім став підвішуватися до шиї, а потім — кріпитися шнурами до кіраси з опорою на спеціальну підпірку. Пізніше його й зовсім стали прикручувати гвинтами до нагрудника кіраси. Виготовлявся тарч із твердих порід дерева й нерідко посилювався кістяними або роговими накладками. Він мав зазвичай неправильну чотирикутну форму, ширину — 40 см, довжину — 35 см, товщину — до 3 см.
З початку XV століття, спочатку в Німеччині, а потім в інших країнах, поширюються два основні типи кінного турнірного обладунку: штехцойг — для гештегу й Ренцойг — для реннену.

### Обладунок для пішого турніру

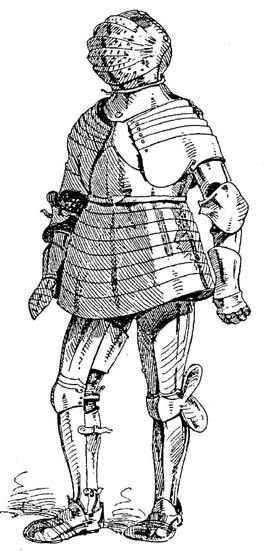
Турнірний обладунок для пішого поєдинку, що належав Клоду де Водрею, камергеру герцога Бургундського (1500)

Обладунок для пішого турніру спочатку мав дуже довгу панцерну спідницю — тонлет, що використовувалася для надійного захисту статевих органів. Така спідниця, або бойовий фартух, складалася, як правило, із семи сталевих горизонтальних пластин, які могли зміщуватися одна щодо одної. Пізніше, в XVI столітті, з розвитком обладункового мистецтва з'явилися різновиди, які надавали надійний захист і без довгої панцерної спідниці.
Іншою характерною особливістю був великий сферичний шолом типу «турнірний армет», з опорою на плечі, в якому імпульс удару по шолому, щоб уникнути струсів, передавався не на голову, а на плечі. Такий шолом пригвинчувався або щільно прив'язувався ременями до нагрудника та наспинника. При цьому для поєдинків із тупою зброєю, як-от булавою (тобто за відсутності небезпеки, що вістря зброї випадково потрапить в око), замість забрала використовувалася велика решітка з товстих прутів, що давала хороший огляд.
Для захисту пальців на руках, як правило, використовувалися панцерні рукавиці, які добре витримували удар. Шолом, який тримався на плечах, рукавиці й довга латна спідниця робили цей обладунок схожим загальними обрисами на кастенбруст.